# San Marcos Tlazalpan
San Marcos Tlazalpan är en ort i kommunen Morelos i delstaten Mexiko i Mexiko. Samhället hade 3 040 invånare vid folkräkningen år 2020.